# La Celle-Condé
La Celle-Condé – miejscowość i gmina we Francji, w Regionie Centralnym, w departamencie Cher.
Według danych na rok 1990 gminę zamieszkiwało 181 osób, a gęstość zaludnienia wynosiła 6 osób/km² (wśród 1842 gmin Regionu Centralnego La Celle-Condé plasuje się na 958. miejscu pod względem liczby ludności, natomiast pod względem powierzchni na miejscu 336.).